# Буонконсильо, Джованни
Джованни Буонконсильо, Джованни Бонконсильи, Иль Марескалько, Марескалько Буонконсильо, Иль Марескалько (итал. Giovanni Buonconsiglio, Giovanni Bonconsigli, Il Marescalco, Marescalco Buonconsiglio, Il Marescalco; около 1465, Монтеккьо-Маджоре (Венето) — 1535 или 1537) — живописец эпохи итальянского Возрождения венецианской школы. Джорджонеск (последователь выдающегося венецианского художника Джорджоне да Кастельфранко). Работал в основном в Венеции и в родной провинции Виченца.
Фамилия Буонконсильо (итал. вuonconsiglio) означает «хороший совет, доброе мнение». Прозвание Марескалько (итал. мarescalco, maniscalco — «кузнец, коновал»), возможно, говорит о профессии членов семьи. Джованни, вероятно, был учеником Бартоломео Монтаньи в Виченце, начиная с 1484 года. Он писал в стиле Джованни Беллини, но позже стал учеником Антонелло да Мессины.
В Виченце он написал Пьету для церкви Сан-Бартоломео (1502, ныне в Муниципальном музее Виченцы), Мадонну с Младенцем и святых для Ораторио де Туркини (l’Oratorio de Turchini).
В 1520—1530-х годах он писал для нескольких церквей Венеции запрестольные образы, многие из которых позднее были утрачены. Среди известных работ: Мадонна с Младенцем (1511) для собора Монтаньяны, Святая Екатерина (1513) в парижском Лувре, Женский портрет, Мадонна с Младенцем на троне (хранится в Венецианской Академии).
Сын художника — Витрувио Буонконсильо — также живописец, работал в Венеции, в 1528—1529 годах в Ферраре. Во Флоренции ок. 1450 года упоминается скульптор-бронзолитейщик Микеле ди Буонконсильо.

## Галерея

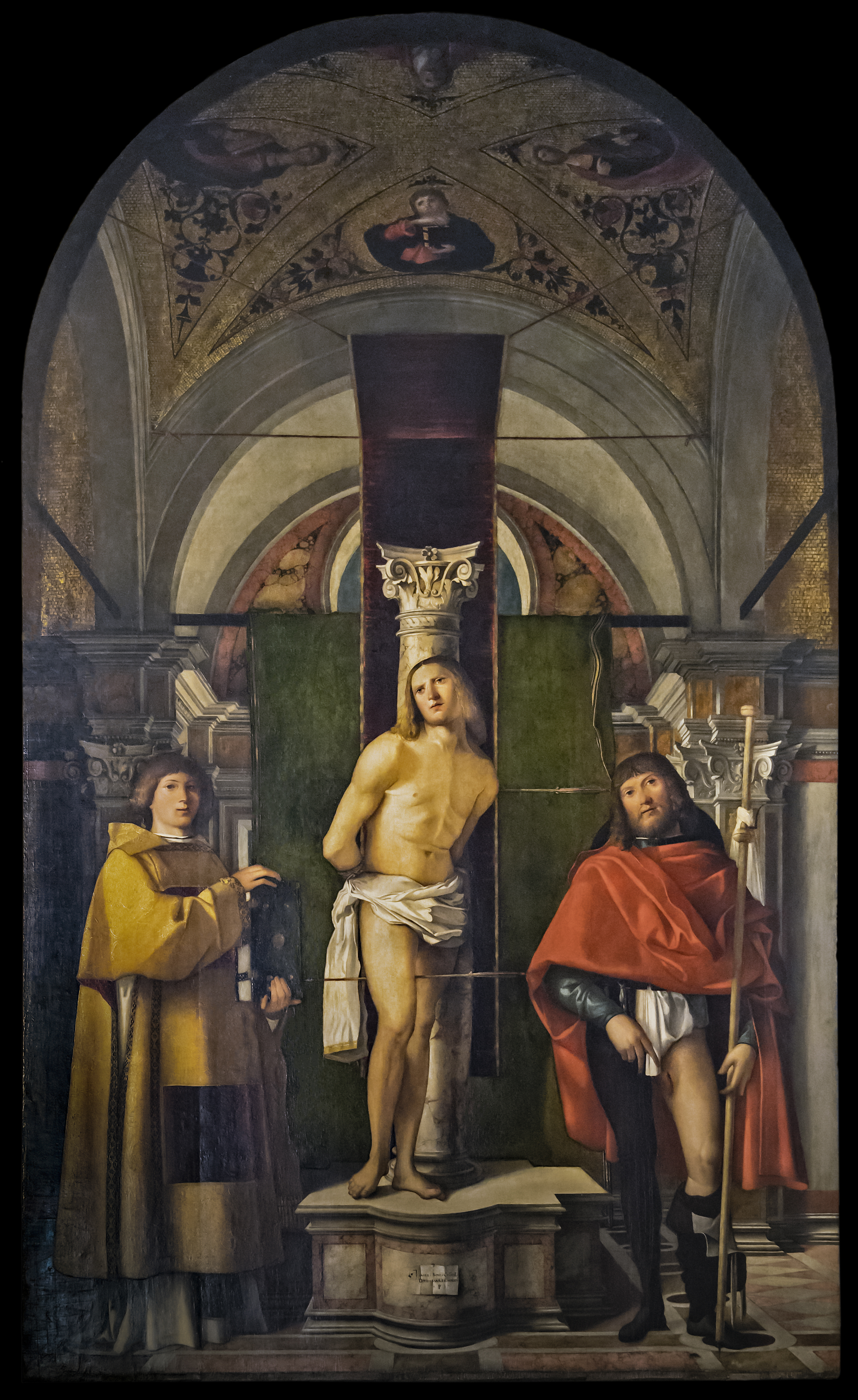
Святой Себастьян со святыми Лаврентием и Рохом. 1500. Холст, масло. Сан-Джакомо-дель-Орио, Венеция
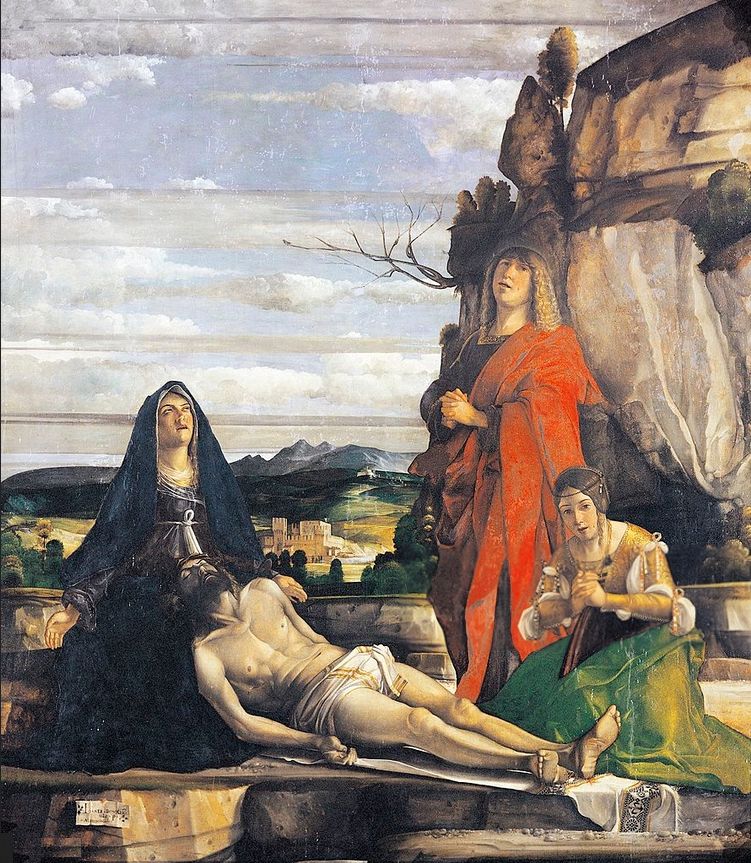
Положение во гроб. Дерево, темпера. Палаццо Кьерикати, Виченца
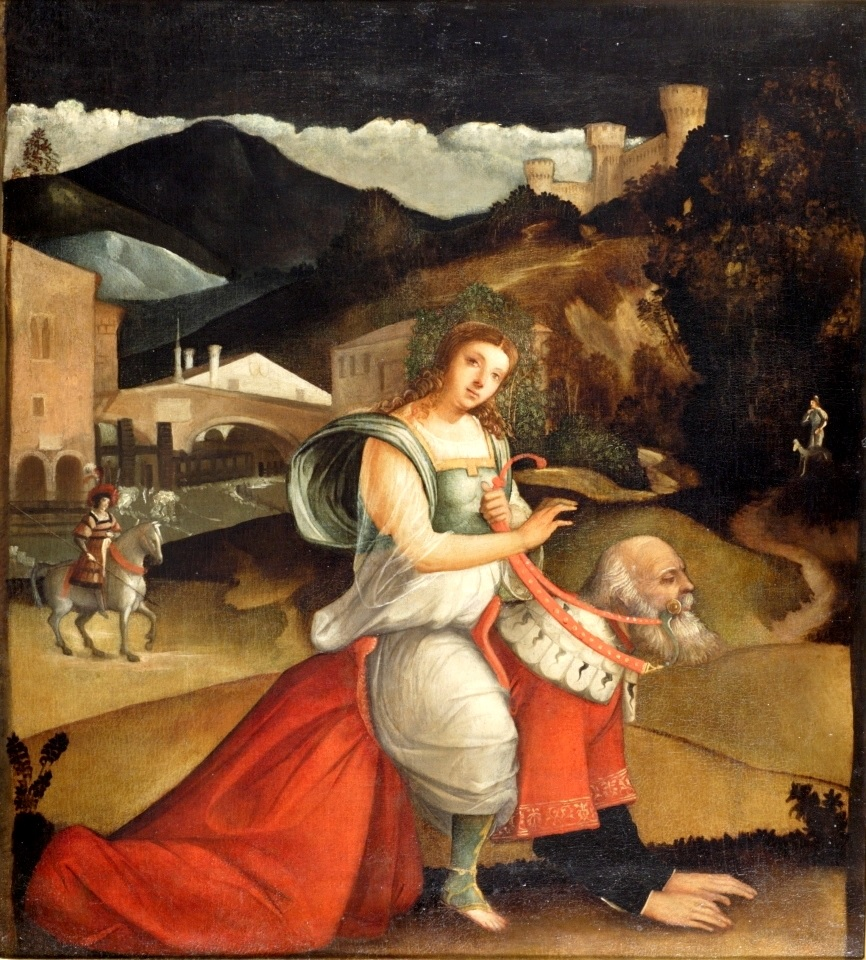
Аристотель и Филис. Ок. 1500 г. Холст, темпера, масло. Вавельский замок, Краков
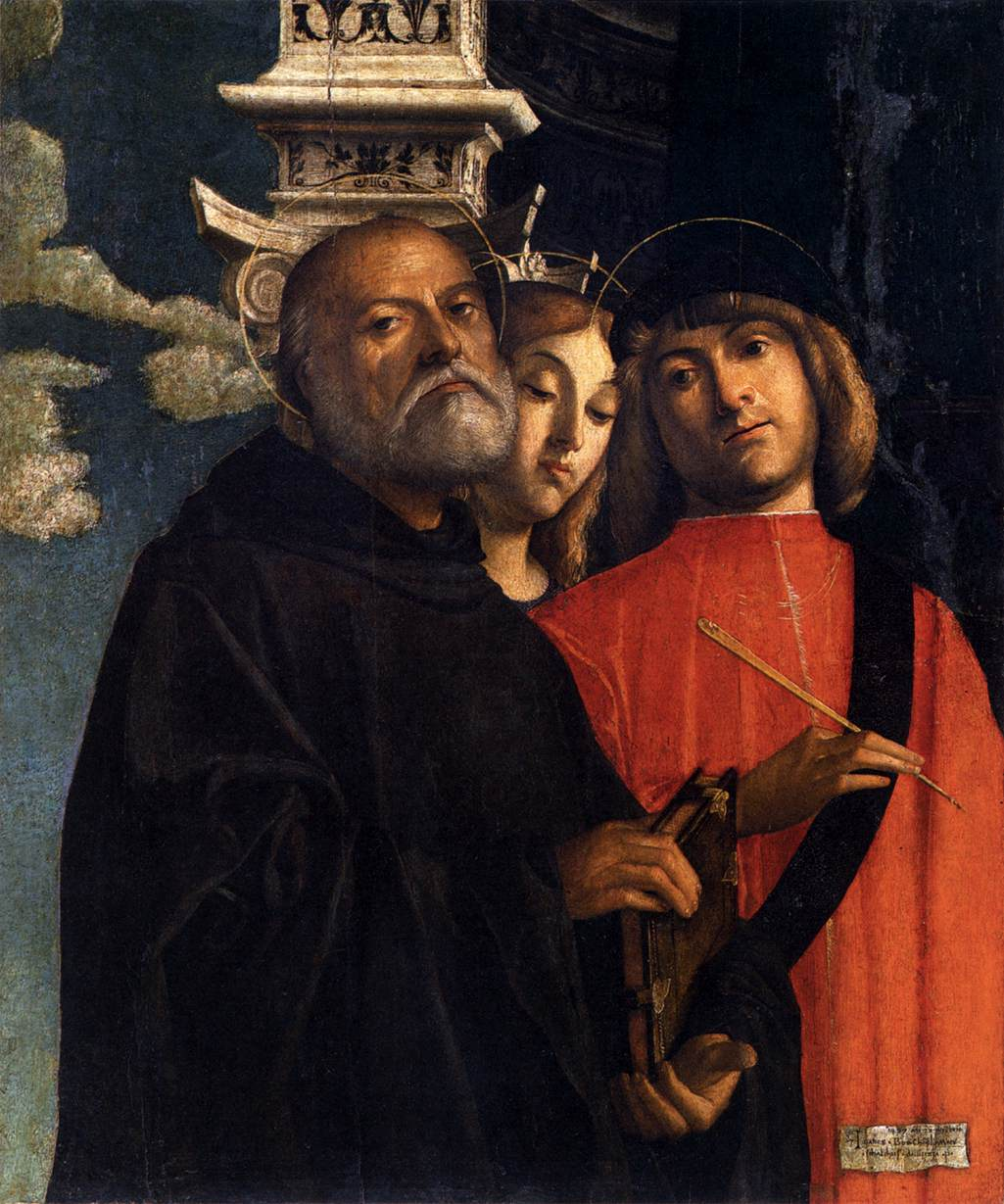
Святые Бенедикт, Текла и Дамиан. 1497. Дерево, масло. Галерея Академии, Венеция